# Marnach
Marnach (franska) (luxemburgiska: Maarnech lyssna (fil), tyska: Marnach) är en ort i kantonen Clervaux i norra Luxemburg. Den ligger i kommunen Clervaux, cirka 49,5 kilometer norr om staden Luxemburg. Orten har 749 invånare (2022).
Orten tillhörde före den 5 december 2011 kommunen Munshausen.